# Сексуальное насилие над детьми
Сексуальное насилие над детьми — это вид насилия над детьми, при котором взрослый или старший подросток использует ребёнка для сексуальной стимуляции. К формам сексуального насилия над ребёнком относятся, в частности, предложение или принуждение ребёнка к сексуальным действиям (вне зависимости от результата), непристойное обнажение (демонстрация ребёнку гениталий, женских сосков и т. п.) с целью удовлетворить собственные сексуальные желания, запугать ребёнка или склонить его к сексуальному контакту, физический сексуальный контакт с ребёнком, использование ребёнка для производства детской порнографии.
Среди последствий сексуального насилия над детьми выделяют депрессию, посттравматическое стрессовое расстройство, тревожность, физические увечья и другие проблемы. Сексуальное насилие со стороны члена семьи является насильственным инцестом и может приводить к более тяжёлой и долговременной психологической травме, особенно в случае насильственного инцеста со стороны одного из родителей. Инцестом является по меньшей мере каждый третий случай сексуального насилия над детьми.
Распространённость сексуального насилия над детьми в мире оценивается в 19,7% у девочек и 7,9% у мальчиков, согласно анализу 65 исследований из 22 стран, опубликованному в 2009 году. По имеющимся данным, наиболее высокий уровень сексуального насилия над детьми установлен в Африке (34,4%), в Европе уровень распространённости самый низкий (9,2%), в Америке и Азии он колеблется от 10,1% до 23,9%.
Далеко не все совершающие сексуальное насилие над детьми являются педофилами. По некоторым данным, больные педофилией составляют лишь от 2 до 10% преступников, совершающих сексуальное насилие над детьми. Большинство совершающих сексуальное насилие над детьми знакомы со своими жертвами: по меньшей мере 30% являются родственниками ребёнка, чаще всего братьями, отцами, дядями или двоюродными братьями; около 60% являются «друзьями семьи», сиделками, нянями (бебиситтерами) или соседями; незнакомцы совершают сексуальное насилие над детьми всего в 10% случаев.

## Последствия

### Психологические последствия
Сексуальное насилие над детьми может приводить как к краткосрочным, так и к долгосрочным последствиям, в том числе к развитию психопатологии в старшем возрасте. Признаками и последствиями сексуального насилия в детстве являются, в частности, депрессия, тревожность, расстройства пищевого поведения, низкая самооценка, психосоматические заболевания, нарушения сна, диссоциативные и тревожные расстройства, в том числе посттравматическое стрессовое расстройство.
К долгосрочным последствиям сексуального насилия относят попытки самоубийства, страхи, депрессию, злоупотребление алкоголем и наркотиками, прерывание обучения в школе, сексуальные расстройства, психические проблемы общего характера. По данным шведских исследователей, из девочек, переживших сексуальное насилие в детстве, 17% имели мысли о самоубийстве, более 30% совершали попытку самоубийства или занимались самоповреждением. Соответствующие цифры среди мальчиков — 8% и 33% соответственно.
Как показывают некоторые исследования, 70% людей, переживших сексуальное насилие, в том числе не сопровождавшееся физическим насилием, к 21 году начинают страдать серьёзными психическими отклонениями. Эти отклонения включают маниакально-депрессивный психоз, фобии, посттравматический синдром, алкоголизм, наркоманию, антиобщественное поведение. Более четверти людей пытались совершить самоубийство. При этом психические отклонения наблюдались только у 27% людей, которые не имели подобного сексуального опыта в детстве. При этом оценка последствий сексуального насилия в детстве осложняется тем, что жертвами сексуального насилия часто становятся дети, уже пережившие иные формы насилия.
По оценкам исследователей, те или иные психологические симптомы проявляются у 51-79% переживших сексуальное насилие в детстве. Степень психологической травматизации выше в случае, если насильником является родственник, если насилие включает половой акт или попытку его совершения, а также если насильник применяет угрозы или физическую силу. Уровень психологического вреда также может зависеть от различных факторов, таких как пенетрация, продолжительность и частота насилия. Социальная стигматизация сексуального насилия над детьми может усиливать наносимую детям психологическую травму. Поддержка со стороны семьи, напротив, снижает риск негативных последствий для пострадавших детей.

#### Диссоциация и ПТСР
Насилие над детьми, в том числе сексуальное насилие, в особенности хроническое насилие, начинающееся в раннем возрасте, приводит к развитию ярко выраженных диссоциативных симптомов, в том числе вытеснения воспоминаний о насилии. Степень выраженности диссоциативных симптомов выше в случаях более жестокого насилия (пенетрации, несколько насильников, продолжительность более года).
Пережившие сексуальное насилие в детстве могут страдать посттравматическим стрессовым расстройством, диссоциативным или пограничным расстройством личности.

### Физические последствия

#### Физические травмы
Сексуальное насилие над детьми может приводить к внутренним повреждениям и кровотечениям. Вероятность их возникновения зависит от возраста и роста ребёнка, а также от степени применённого физического насилия. В особо тяжёлых случаях могут быть нанесены повреждения внутренних органов, в том числе приводящие к летальному исходу. В Северной Каролине в период с 1985 по 1994 было обнаружено шесть установленных и шесть предположительных случаев смерти детей в результате сексуального насилия. Возраст погибших составлял от 2 месяцев до 10 лет. Среди причин смерти были травмы и увечья гениталий или прямой кишки.

#### Инфекции
Сексуальное насилие над детьми может приводить к инфекциям и заболеваниям, передающимся половым путём. У малолетних девочек риск инфекции выше из-за недостатка вагинальной смазки. Встречаются случаи вагинита.

## Типы
Сексуальное насилие над детьми может происходить как с физическим контактом (сексуально окрашенные прикосновения, касание гениталий ребёнка, сексуальная стимуляция ребёнка, использование ребёнка для сексуальной стимуляции взрослых, орально-генитальная стимуляция, изнасилование), так и без непосредственного физического контакта (присутствие ребёнка при половых контактах, принуждение к раздеванию, позированию для фотосъёмок для изготовления порнографии и просмотру порнографических материалов, эксгибиционизм).

## Статистика
Психолог С. Вуртель и соавт. (2014 г., США) с целью определить среди населения в целом встречаемость тех, кто на условиях конфиденциальности сообщает о своём сексуальном интересе к детям, провели онлайновое опросное исследование, для участия в котором были набраны как мужчины (n=173), так и женщины (n=262). Доля опрошенных, которые признались, что допускают для себя возможность сексуального контакта с ребёнком, составила 6% мужчин и 2% женщин.